# Randvoorwaarde (wiskunde)
Een randvoorwaarde is een voorwaarde waaraan variabelen moeten voldoen om in aanmerking te komen als oplossing van een of meer vergelijkingen of in een database toegelaten te worden. Zo kan een oplossing van een vergelijking worden gezocht die positief moet zijn of kan in een database worden getoetst of een opgegeven leeftijd niet buiten het acceptabele bereik van 0 tot 120 jaar ligt.
Randvoorwaarden komen veelal in stelsels voor:
{\displaystyle {\begin{matrix}a+b+c&\leq &10\\a&\geq &2\\b&\geq &4\\c&\geq &3\\c&\leq &10\end{matrix}}}
Randvoorwaarden komen in de praktijk vaak voor welke ofwel geverifieerd, ofwel vervuld, ofwel geoptimaliseerd moeten worden. Vervuld betekent dat er een waarde voor de variabelen moet worden gevonden zodat de vergelijkingen waar zijn. Geoptimaliseerd betekent dat er een extra uitdrukking is waarvan de waarde moet worden gemaximaliseerd. De laatste twee kunnen worden samengevat als het oplossen van een randvoorwaardestelsel. Het oplossen van een stelsel vergelijkingen is een onderwerp dat in de wiskunde en de theorie van de berekenbaarheid wordt behandeld.

## Randvoorwaardevervuller
Een programma dat een randvoorwaardestelsel oplost heet een randvoorwaardevervuller. Deze zijn er in twee categorieën:
- Algemene methoden
- Domeinspecifieke methoden

### Algemene methoden
Algemene methoden richten zich op het toepassen van wiskunde op de vergelijkingen, waarbij ze tot een oplossing proberen te komen. Technieken die worden toegepast zijn bijvoorbeeld lineair programmeren en kwantoreliminatie, maar er zijn ook op een specifiek probleem toegespitste methoden. Met de huidige stand van de wiskunde en informatica is het maar mogelijk een beperkt aantal niet-lineaire stelsels op te lossen.

### Domeinspecifieke methoden
Er wordt hier het voorbeeld van een geometrisch randvoorwaardeprobleem genomen. In een dergelijk probleem definiëren de vergelijkingen afstanden en hoeken tussen punten. Een oplossing is een verzameling coördinaten voor de punten. Domeinspecifieke methoden voor geometrische randvoorwaarden kunnen bijvoorbeeld kennis uit de meetkunde toepassen om tot een oplossing te komen. Zo is de som van hoeken in een driehoek gelijk aan 180°. Als een geometrische randvoorwaardevervuller twee hoeken tussen drie punten tegenkomt deze regel worden gebruikt om de derde hoek te bepalen.